# Apolo
Apolo ist eine Kleinstadt im nördlichen Teil des Departamento La Paz im südamerikanischen Andenstaat Bolivien.

## Lage im Nahraum
Apolo ist die Hauptstadt der Provinz Franz Tamayo (früher Caupolicán) und der zentrale Ort im Cantón Apolo im Municipio Apolo. Die Stadt liegt auf einer Höhe von 1382 m, 200 Kilometer Luftlinie nördlich des Regierungssitzes La Paz und 125 Kilometer nordöstlich des Titicaca-Sees.

## Geographie
Apolo weist im Temperaturverlauf ein sehr ausgeglichenes Klima auf; die Durchschnittstemperatur liegt bei 20,4 °C, die monatlichen Durchschnittstemperaturen schwanken zwischen 21 °C von Oktober bis März und knapp 19 °C im Juni und Juli. Der Jahresniederschlag liegt im langjährigen Mittel bei 1333 mm, der kurzen Trockenzeit im Juni und Juli mit Monatsniederschlägen unter 35 mm steht eine ausgedehnte Feuchtezeit mit bis zu 200 mm im Dezember und Januar gegenüber.

## Verkehrsnetz
Apolo ist auf dem Landwege über 418 Straßenkilometer von La Paz aus zu erreichen, der Hauptstadt des gleichnamigen Departamentos.
Von La Paz führt die asphaltierte Nationalstraße Ruta 2 in nordwestlicher Richtung 70 Kilometer bis Huarina, von dort zweigt die asphaltierte Ruta 16 nach Norden ab, die nach 98 Kilometern Escoma erreicht und dann als unbefestigte Piste auf weiteren 250 Kilometern über Charazani nach Apolo führt.
Apolo ist über einen eigenen Flugplatz in das bolivianische Flugnetz integriert. Der Flugplatz verfügt über eine Rollbahn mit einer Länge von etwa 1400 m.

## Bevölkerung
Die Einwohnerzahl der Ortschaft ist in den vergangenen beiden Jahrzehnten auf mehr als das Dreifache angestiegen:
| Jahr | Einwohner | Quelle       |
| ---- | --------- | ------------ |
| 1992 | 1.628     | Volkszählung |
| 2001 | 2.123     | Volkszählung |
| 2012 | 6.376     | Volkszählung |
| 2024 |           | Volkszählung |